# Сражение при Сенефе
Сражение при Сенефе (фр. Bataille de Seneffe) — сражение, произошедшее 11 августа 1674 года у города Сенеф (современная Бельгия) во время Голландской войны между французской армией под командованием принца Конде и союзной голландско-испанско-австрийской армией под командованием Вильгельма Оранского. В ходе битвы, несмотря на тяжелые потери с обеих сторон, французы достигли тактической цели, сорвав план вторжения союзников, но не смогли сокрушить союзную армию.

## Перед сражением
В Голландскую войну командующим французской армией в Нидерландах был принц Конде. В начале мая 1674 года он сосредоточил у Турне 44 батальона и 131 эскадрон, а через три недели, соединившись с корпусом Бельфона, имел под командованием до 50 000 войск. Принцу Конде была поручена защита северных границ Франции от Союзных войск, состоявших из 30 000 голландцев, в основном рекрутов, 15 000 испанцев под командованием графа Монтерэ и 27 000 австрийцев под командой фельдмаршала Жана Луи де Суше. Все это союзное войско, в котором было 15 000 превосходной конницы, было под главным командованием принца Вильгельма Оранского, но во многих своих действиях он был сдерживаем престарелым Суше, неохотно подчинявшимся 23-летнему принцу. При этом союзные державы руководствовались разными интересами: голландские генеральные штаты хотели овладеть Маастрихтом и Граве для возмещения потерь, нанесенных войной. Испания стремилась возвратить земли, захваченные у неё Францией в ходе предыдущей войны во Фландрии и Геннегау. Император старался связать французов как можно дольше в Нидерландах, чтобы облегчить действия своих войск против Тюренна на Верхнем Рейне. Так прошла первая половина лета — в спорах, пустых переходах и бездействии.
Преодолевая бесчисленные затруднения, совершаемые фельдмаршалом Суше, принц Оранский успел напоследок в конце июля склонить последнего к переправе через Маас у Намюра. 28 июля союзные войска соединились у Первеза. Принц Конде, знавший о несогласиях в лагере союзников, стоял в наблюдательном положении в укрепленной позиции между Маршийским лесом и мызою Шофур, прикрытой с фронта глубокой и тинистой речкой Пьетон.
На военном совете союзников было принято два оперативных плана: напасть на неприятельское войско или посредством обходного манёвра встать между ним и фламандскими крепостями. Последний план, несмотря на все убеждения принца Оранского, был принят Суше. 9 августа войско союзников перешло Сенский ручей и расположилось за ним между Аргюэром и Фампльерё, имея Сенеф перед своим правым флангом и угрожая левому французскому крылу.
Принц Конде ожидал нападения. Но союзники спокойно провели 10 августа в своем лагере. На повторном военном совете было принято решение идти на Бинш и Камбре, надеясь таким образом или заставить сойти принца Конде со своей позиции, или, если он на ней останется, приступить к осаде какой-либо французской пограничной крепости. Напрасно некоторые генералы указывали на опасность флангового движения на таком близком расстоянии от неприятеля. Фельдмаршал Суше утверждал, что пересеченная местность достаточно надежно прикрывает армию и что принц Конде предпочтет за счастье быть не атакованным.

## Ход сражения
11 августа союзники двинулись вперед тремя колоннами на недалеком друг от друга расстоянии. Конница следовала на левом фланге, артиллерия и обоз на правом, пехота в середине. Имперцы шли впереди, за ними голландцы и испанцы. Арьергардом, составленным из представителей всех трех наций, командовал принц Водемон, имея под началом 4000 кавалерии и 800 драгун.
Между тем принц Конде внимательно наблюдал за действиями своих противников. Достоверно узнав, что они уже выступили, он принял решение атаковать арьергард и нанести ему как можно более сильный ущерб до того, как остальные колонны смогут прийти ему на помощь. Найдя близ деревни Гуи переправу через Пьетон, он сосредоточил здесь за высотами две пехотные бригады с 6 орудиями и 8 кавалерийскими полками, а остальному своему войску он приказал приготовиться к выступлению. Генералу Сенклеру, отправленному с 400 кавалеристами, был отдан приказ тревожить головы ведущих колонн, чтобы помешать им оказать помощь арьергарду. Генерал Водемон, заметив движение на неприятельских форпостах, расположился на выгодных позициях за Сенефом и затребовал пехоту у принца Оранского для укрепления позиции. После прибытия трех батальонов под командованием принца Морица Нассауского он занял Сенеф и протекающий перед ним Сенский ручей.

### Первый этап
В 10 часов утра Конде, предполагая, что главные неприятельские силы находятся от него на дальнем расстоянии, атаковал арьергард. Граф де Морталь с пехотой и одним драгунским полком устремился на Сенеф. Кавалерия была разделена на две колонны: одна из них перешла через Сенский ручей при Рёниссаре и направилась на неприятельский обоз; другой же колонне, при которой был сам принц, было назначено перейти ручей выше Сенефа и отрезать пути отступления Водемону. Сенеф вскоре был взят французской пехотой, конница принца Водемона, из-за недостатка места построенная в три линии, после некоторого сопротивления была опрокинута и, потеряв много людей, отступила к селению Сен-Никола. Конде немедленно подготовил войска к следующей атаке и приказал остальной части двигаться за ним уступами.
Между тем головы колонн союзников, следующие по направлению к Биншу, достигли реки Гейны. Фельдмаршал Суше, получив от принца Оранского донесение о том, что случилось с арьергардом, и требование о скорейшей помощи, потерял много времени, прежде чем решился на его выполнение. Принц Оранский с голландской и испанской пехотой занял позицию при Сен-Никола, примыкая правым крылом к топкому Сенскому ручью, а левым к кустарникам и рощам, пересекавшим местность во всех направлениях. Не успел он расположиться на этих позициях, как Конде со своей пехотой и 6 орудиями начал атаку, а его конница расположилась на флангах вне зоны неприятельских выстрелов. Французы встретили упорное сопротивление голландской пехоты, ободренной личным присутствием принца Оранского. Конде несколько раз водил в атаку свою кавалерию и наконец смог вытеснить голландцев и испанцев из Сен-Никола и утвердиться в близлежащих рощах. Принц Оранский, преследуемый французской конницей, отступил к деревне Фэ и там в 14.00 занял очередную позицию. Вследствие этих неудач испанский и голландский обозы, шедшие за колонной на правом фланге, оказались беззащитны. Герцог Люксембургский рассеял прикрывающие их 3 батальона и 9 эскадронов и захватил богатую добычу, в том числе военную казну и понтонный парк.

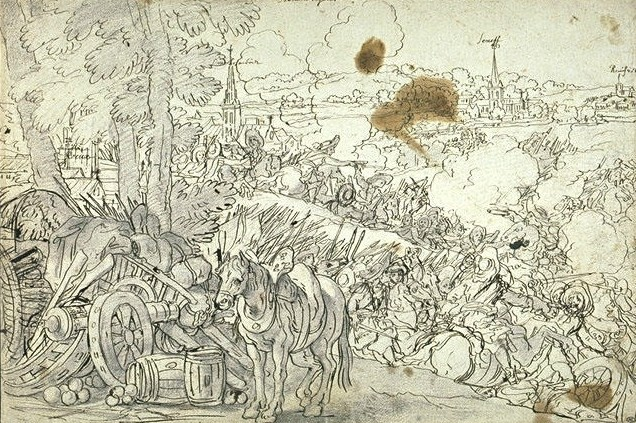
Эпизод сражения.

Таким образом, фактически уничтожив неприятельский арьергард, принц Конде достиг своей цели. Но, недовольный достигнутыми успехами, он приготовился к новой атаке, не приняв в соображение тот факт, что он с каждым шагом удалялся от своих главных сил, которые не могли за ним поспеть. Войска его уже тогда сильно пострадали в битве и были чрезвычайно утомлены, а между тем прибытие имперцев должно было перевести баланс на их сторону. Большое селение Фэ, раскинувшееся на обширном пространстве и со всех сторон окруженное огородами и рощицами, представляло все средства к упорной защите. Церковь и замок могли служить редюитами. С правой стороны распространялись сады до покрытого лесом болота, из которого вытекал Сенский ручей. За селением влево тянулась ложбина до густого Роёльского леса. Отсюда до болота принц Оранский расположил согласно местности свою пехоту и часть артиллерии. На расстилавшейся сзади равнине он расположил кавалерию и мало-помалу подходивших к нему на помощь имперцев.

### Второй этап

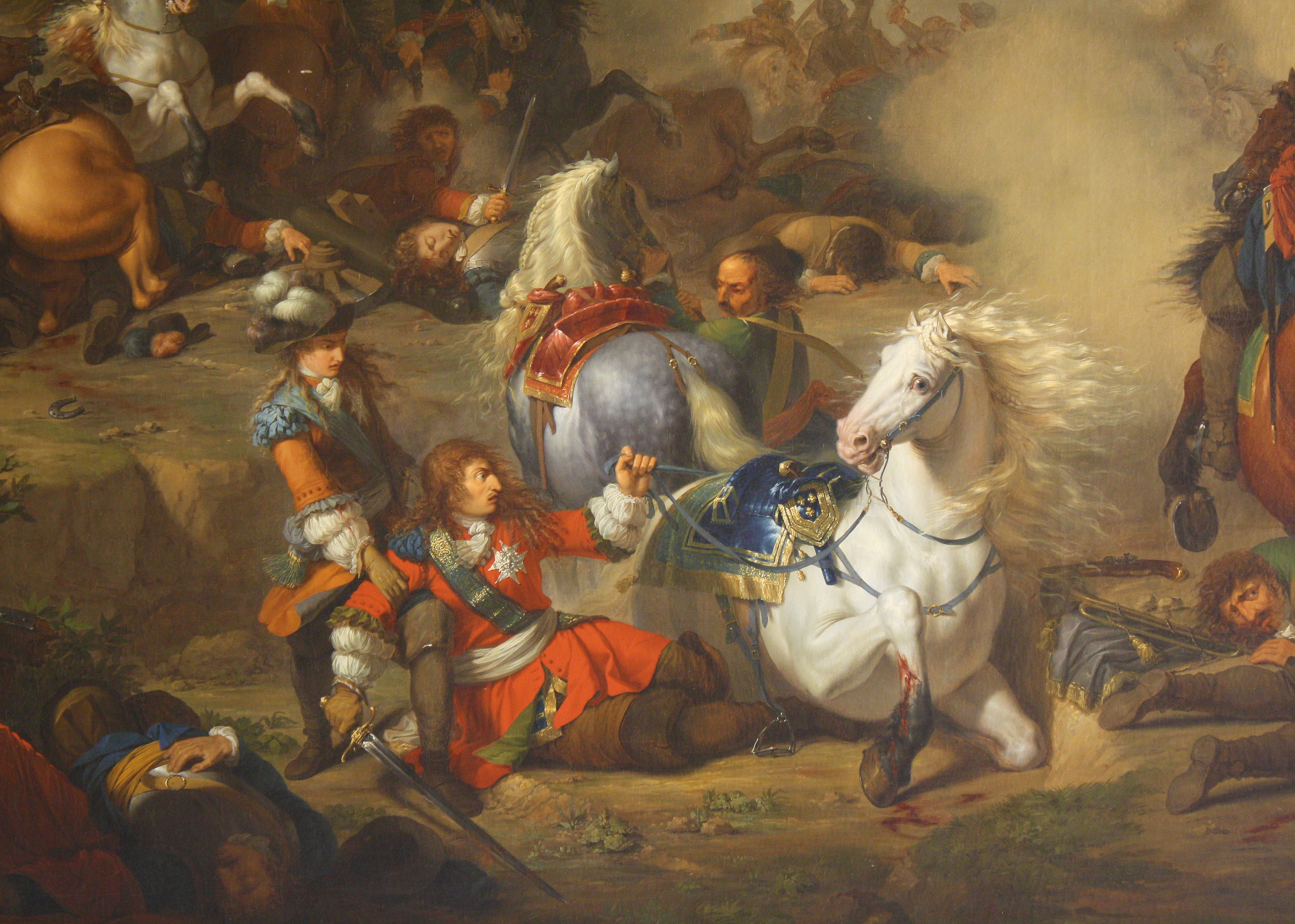
Эпизод сражения.

Во время этих расположений к принцу Конде стали подходить его передовые части, но он, не дожидаясь остальных, атаковал вражескую позицию. Начальство над правым флангом он поручил герцогу Люксембургу, над левым герцогу Ноаллю, а сам с центром направился к деревне Фэ. Конница следовала за ним, построенная в несколько линий. 14 полков двинулись для направления с трех сторон на деревню. Союзники, защищавшиеся с примерным мужеством, удерживали эту позицию до наступления ночи. Нападение герцога Люксембурга на левое крыло неприятеля было произведено слабее, ибо французские войска на этом участке, только что разграбившие обоз противника, ещё не были приведены в надлежащий порядок. Союзники удержали за собой ложбину, за которой были расположены отряды их конницы, а потом, перейдя её, вступили с французской кавалерией в упорный бой, продолжавшийся три часа. Огонь союзников сильно вредил французам, а принц Конде, ожидая прибытия остальной части своей армии, не решался прервать бой. На левом фланге герцог Ноалль с величайшими затруднениями сумел прорвать вражескую линию. Битва до самой ночи кипела повсеместно с необычайным упорством и закончилась только в 22.00. Обе армии остались на своих позициях. И союзники и французы готовились возобновить сражение на следующий день, но этому препятствовал следующий факт: около полуночи с обеих сторон без всякой побудительной причины произошёл сильный ружейный огонь и множество людей было убито и ранено. Французская кавалерия в беспорядке бросилась в атаку и с большим трудом успела снова построиться. Принц Конде, видя, что возобновление сражения на следующий день не обещало ему никакой большой выгоды, решился в ту же ночь отступить в свой лагерь при Вьетоне. По французским сообщениям, союзники тоже ретировались с поля сражения в свой лагерь. Обе стороны приписывали победу себе.

## Результаты
По оценочным данным, союзники потеряли убитыми и ранеными 10 000 человек, французы 8000. Со стороны союзников наиболее отличились сам принц Оранский, принц Водемон и граф Вальдекский. Со стороны французов отличились принц Энгиенский, герцоги Ноалль и Люксембург и маркиз Виллар.